# Juan Yagüe

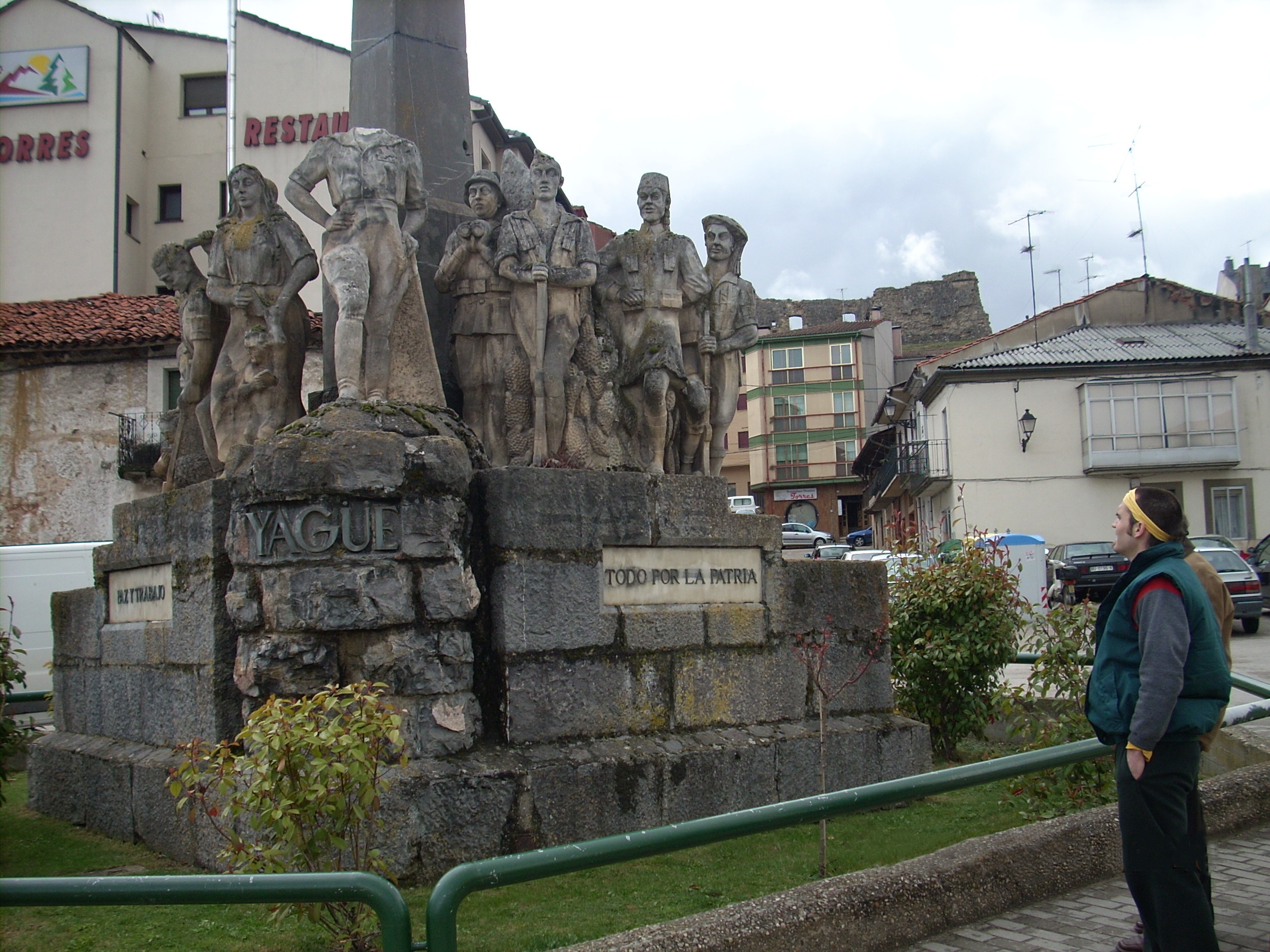
Pomnik Juana Yagüe

Juan Yagüe Blanco (ur. w 1891 w San Leonardo, zm. 29 października 1952 w Burgos) – hiszpański wojskowy.

## Życiorys
Jeden z głównych, obok Francisco Franco i Gonzalo Queipo de Llano dowódca sił nacjonalistycznych w czasie hiszpańskiej wojny domowej. Pochodził z rodziny lekarskiej, jego ojciec był uznanym chirurgiem. Młody Yagüe wstąpił do akademii wojskowej w Toledo, gdzie poznał Francisco Franco. W roku 1932 otrzymał stopień podpułkownika i brał udział w tłumieniu powstań robotniczych w Asturii. Yagüe był związany więzami pokrewieństwa z przywódcą Falangi Hiszpańskiej (Falange Española) José Antoniem Primo de Riverą. W 1936 roku opowiedział się przeciwko lewicowemu rządowi Manuela Azanii i stał się jednym z głównych uczestników przewrotu wojskowego 17 lipca 1936 r., rozpoczynającego hiszpańską wojnę domową.
W jej trakcie Yagüe początkowo dowodził 5 Dywizją, na czele której przejął z rąk sił republikanów kontrolę nad Badajoz. Jest głównym odpowiedzialnym za masakrę ok. 4000 cywilnych mieszkańców Badajoz. Następnie na czele Korpusu Marokańskiego brał udział w oblężeniu Madrytu oraz Talavera de la Reina. Odegrał decydującą rolę w odparciu republikańskiej ofensywy gen. Juana Modesto w czasie bitwy nad Ebro (lipiec-listopad 1938 r.). Wkrótce potem, za głoszenie krytycznych uwag w stosunku do gen. Franco, zdjęto go z dowództwa, obniżono mu stopień wojskowy do majora, a w końcu został on uwięziony. Otoczony jednak wielką sławą wojenną, w ciągu kilku tygodni powrócił na front i został mianowany do stopnia generała-majora. W latach 1938–1940 był ministrem lotnictwa. W 1942 roku w randze generała-porucznika stanął na czele sztabu armii hiszpańskiej. Rok później został dowódcą podrzędnego rejonu wojskowego Burgos. W lipcu 1944 roku objął okręg wojskowy Barcelony, a w październiku dowodził inwazją na Dolinę Aran (Val d’Aran). W 1950 roku przeszedł w stan spoczynku. Zmarł w Burgos.